# Stottern
Stottern (auch Balbuties, von lateinisch balbutire ‚stottern‘) ist eine Störung des Redeflusses, welche durch häufige Unterbrechungen des Sprechablaufs, durch Wiederholungen von Lauten, Silben und Wörtern gekennzeichnet ist. 
Charakteristisch für Stottern ist das situationsabhängige Auftreten der Symptomatik, wobei Symptomfreiheit nicht selten im Wechsel mit starkem Stottern stehen kann. Nervosität gilt nicht als Auslöser, kann jedoch in manchen Fällen Folge des Stotterns sein. Dieser Artikel befasst sich mit dem sogenannten idiopathischen Stottern (englisch persistent developmental stuttering), das vom Stottern mit bekannter psychischer oder physischer Ursache abzugrenzen ist. 
Nach neuen Erkenntnissen von Sprachwissenschaftlern der Purdue University/USA basiert die Störung nicht oder nicht nur auf einer motorischen Fehlfunktion, sondern beruht auch auf einer anderen Verarbeitungsstruktur des Gehirns bei Stotterern. Stottern gilt als therapierbar (Linderung der Symptome), jedoch nicht als heilbar (Beseitigung der Ursache).
Wenn der Stotterer allein in seinem Zimmer ist, stottert er nicht. Es ist der Kontakt mit anderen, der eine Reihe von Gedanken auslöst, die dann die Gefühls- und Verhaltenssphäre bestimmen. Aus einem unterschwelligen Gefühl der Selbsteinschätzung heraus wird die Angst vor dem Urteil anderer ausgelöst. Man versucht, das Sprechen zu kontrollieren – in der irrigen Vorstellung, die Situation so besser meistern zu können. Diese falschen kognitiven Elemente können, wenn sie einmal erlernt wurden, bis ins Erwachsenenalter fortbestehen und den normalen Redefluss beeinträchtigen.
Das Konzept der Radikalität des Stotterns, das für einige Autoren die organische Natur des Problems darstellt, hat seine Wurzeln in der Tiefe und Komplexität des Symptoms selbst. Es kann eine symbolische Bedeckung eines psychologischen Konflikts darstellen.
Ausgehend von psychoanalytischen Konzepten wird das Stottern als Symptom einer Neurose mit Fixierung auf die sadistisch-anale, sadistisch-orale Phase gesehen. Nach O. Fenichel liegen Züge mit einer starken aggressiven Valenz vor, Sprechen ist Leben, während Stummheit symbolisch den Tod bedeutet, und so kann das für das Stottern typische alternierende Sprechen die Angst davor darstellen, Dinge mit aggressiver Bedeutung zu sagen. Es gibt eine unterschwellige Ambivalenz: einerseits ein Wollen, das Aktion, Dynamik und damit Wachstum bedeuten kann; andererseits ein Blockieren, Zögern, das auf Angst vor Entlarvung und damit Passivität hinweisen kann.

## Phänomenologie
Von außen beobachtbare Symptome können als äußere, von außen nicht beobachtbare Symptome als innere Symptome bezeichnet werden.

### Äußere Symptome
Die äußeren Symptome des Stotterns werden in primäre und sekundäre Symptome unterteilt. Primäre Symptome stellen den eigentlichen Kern des Stotterns dar, während sekundäre Symptome eine – zum Teil bewusste – Reaktion auf die primären Symptome sind.
Zu den primären Symptomen zählen:
- rasche Wiederholungen von Lauten, Silben oder Wörtern (auch klonisches Stottern genannt),
- Verlängerungen von Lauten (sogenannte Dehnungen),
- stumme oder hörbare Blockaden (auch tonisches Stottern genannt),
- wiederholte zwischengeschobene Laute länger als zwei Sekunden (sog. Interjektionen).[8]

Zu den sekundären Symptomen gehören:
- Vermeidungsverhalten und
- Fluchtverhalten.

Ein Vermeidungsverhalten versucht durch Vermeidung von Lauten, Wörtern, Sprechsituationen und ähnlichen Reaktionen, dem Stottern im Voraus auszuweichen. Häufig werden als schwierig empfundene Wörter durch Synonyme ersetzt oder ganze Sätze umstrukturiert. Im Gegensatz dazu soll ein Fluchtverhalten auftretende primäre Symptome überwinden. Erhöhte Anspannung der Sprechmuskulatur oder einer anderen Muskulatur, auch Grimassieren oder ruckartige Bewegungen können Anzeichen eines Fluchtverhaltens sein.

### Innere Symptome
Innere Symptome sind solche, die für den Zuhörer nicht direkt beobachtbar sind. Es handelt sich um negative Gefühle, Gedanken und Einstellungen, die als Reaktion auf das Stottern entstehen.
Der Einfluss von Stottern auf die betroffene Person kann sehr erheblich sein. Gerne wird es mit einer Analogie zu einem Eisberg beschrieben, mit den unmittelbar hörbaren und sichtbaren Symptomen des Stotterns über der Wasserlinie und einer umfassenderen Menge an Symptomen versteckt unter der Oberfläche. Übliche Folgen des Stotterns sind Ängste, bestimmte Vokale oder Konsonanten auszusprechen, Ängste, in sozialen Situationen zu stottern, Selbstisolation, Angst, Stress, Frustration, Schamgefühle, niedriges Selbstwertgefühl, mögliches Opfer von Mobbing zu sein (besonders bei Kindern), ein Gefühl von „Kontrollverlust“ oder das Nutzen von Wortersetzungen und der Umstellung des Satzbaus, um das Stottern zu verbergen. Mit der Zeit kann ein wiederaufkehrendes Erleben von schlechten Sprecherfahrungen zu einem negativen Selbstverständnis und Selbstbild führen. Zudem projizieren Stotternde möglicherweise ihre eigenen Einstellungen auf Außenstehende, indem sie denken, andere hielten sie für nervös oder dumm. Diese Gefühle und Einstellungen sind häufig der Hauptfokus in Behandlungen.
Viele Menschen, die stottern, berichten von hohen emotionalen Kosten wie nicht erhaltene Arbeitsplätze oder Beförderungen sowie auch zerbrochene oder nicht verwirklichte Beziehungen.

## Diagnose
Die Diagnose Stottern wird gestellt, wenn typische Symptome in einem erheblichen Ausmaß vorhanden sind. Gemäß ICD-10 soll Stottern diagnostiziert werden, wenn Symptome wie Wiederholungen und Dehnungen von Sprachelementen und häufige Pausen anhaltend oder wiederholt auftreten, zu einer deutlichen Unterbrechung des Sprachflusses führen und die Störung mindestens drei Monate andauert.
Bei der Diagnose sollte darauf geachtet werden, dass repräsentative Daten bezüglich der Sprechflüssigkeit erhoben werden, da manche Klienten in der diagnostischen Situation flüssiger sprechen als in Alltagssituationen. Daher sollten der Klient oder dessen Angehörige über die Sprechflüssigkeit im Alltag befragt werden. Auch Tonaufnahmen aus Alltagssituationen können hilfreich sein.
Differentialdiagnose:
Das Stottern muss von folgenden Störungen unterschieden werden:
- Physiologische Redeunflüssigkeit: Bei Kindern mit Unflüssigkeiten muss entschieden werden, ob es sich um normale Unflüssigkeiten (fälschlich oftmals als Entwicklungsstottern bezeichnet) oder um pathologisches Stottern handelt.
- Poltern: Eine Redeflussstörung, die durch erhöhtes Sprechtempo und undeutliche Aussprache gekennzeichnet ist.
- Erworbenes Stottern: Ein Stottern, das beispielsweise auf ein psychisches oder physisches Trauma oder auf eine neurologische Erkrankung zurückgeht, ist kein Stottern im hier beschriebenen (idiopathischen) Sinne.

In den letzten zehn Jahren wurde eine präventive Intervention an Kindern unter fünf Jahren erprobt. Diese Studie, die Antonio Bitetti auf dem Kongress der American Psychological Association (A.P.A.) 2022 in Minneapolis, Minnesota (USA), vorstellte, zeigte, dass es möglich ist, bei Kindern mit Sprachstörungen im Alter zwischen zwei und fünf Jahren therapeutisch zu intervenieren, indem die emotionale Dynamik im familiären Kontext bearbeitet wird. Damit wurden die Grundlagen gelegt, um eine Chronifizierung des sogenannten „primären Stotterns“ zu verhindern. Diese therapeutische Arbeit wird direkt mit den Eltern durchgeführt, ohne das Kind mit Sprachstörungen direkt einzubeziehen. Durch die Interpretation der inneren Dynamik des Familienkerns werden die Emotionen, die das Kind zur Entwicklung des Problems treiben, geklärt. Diese Symptomatik, die von vielen als Sprachstörung angesehen wird, ist in Wirklichkeit ein eindeutig psychologisches Symptom. Primäres Stottern kann sich, wenn es nicht richtig behandelt wird, in einem bestimmten Prozentsatz der Fälle zu sogenanntem „sekundärem“ oder „echtem“ Stottern entwickeln.

## Epidemiologie
Die Lebenszeitprävalenz des Stotterns beträgt etwa fünf Prozent, die Punktprävalenz bei älteren Kindern und Erwachsenen etwa ein Prozent. Bei Kindern beträgt das Verhältnis von Knaben zu Mädchen etwa 2:1. Das entsprechende Verhältnis bei Erwachsenen beträgt 4:1 bis 5:1. Personen mit neurologischen Erkrankungen, zum Beispiel Epilepsie, sind häufiger betroffen.

## Verlauf und Prognose
Stottern beginnt immer vor dem zwölften Lebensjahr, bei der Hälfte der Betroffenen zwischen dem dritten und vierten Lebensjahr, bei 90 Prozent vor dem sechsten Lebensjahr. Ein Großteil der stotternden Kinder verliert die Störung bis zur Pubertät. Bei Mädchen beginnt das Stottern früher, sie verlieren es aber auch mit größerer Wahrscheinlichkeit wieder. Nach der Pubertät ist eine vollständige Remission unwahrscheinlich bis unmöglich. Eine Besserung mit oder ohne Therapie kann jedoch in jedem Alter vorkommen.

## Ursache
Die Ursache (medizinisch: Ätiologie) des Stotterns ist nicht geklärt. Es gibt eine Vielzahl von Theorien, welche die Ursachen oder die Entstehung des Stotterns zu erklären versuchen. Zum jetzigen Zeitpunkt gibt es für keine dieser Theorien ausreichende Belege.
Die bestehenden Theorien lassen sich einteilen in psychodynamische, genetische, neuropsychologische, Breakdown- und Lerntheorien.
- Psychodynamische Theorien gehen davon aus, dass unbewusste Konflikte oder Ziele zum Stottern führen, etwa das Ziel, Aufmerksamkeit oder Fürsorge zu erhalten. Ein Beispiel ist die Theorie Theo Schoenakers, welche auf der Individualpsychologie Alfred Adlers beruht. In der akademischen Sprechwissenschaft gelten psychodynamische Theorien im Allgemeinen als widerlegt.

- Genetische Theorien gehen von einer vererbten Disposition aus, welche die Entwicklung des Stotterns wahrscheinlicher macht. In Zwillingsstudien zeigt sich etwa, dass die Konkordanz bei eineiigen Zwillingen höher ist als bei zweieiigen. Genetische Theorien können nicht das gesamte Phänomen Stottern erklären.

- Neuropsychologische Theorien nehmen an, dass sich das Gehirn bei Stotternden anders entwickelt als bei Normalsprechenden, woraus das Stottern resultiert. Einige Studien haben beispielsweise festgestellt, dass Stotternde eine weniger stark ausgeprägte Lateralisierung der Sprachverarbeitung haben als Normalsprechende. Neuropsychologische Studien sind oft korrelativ, weshalb sie keine befriedigende Interpretation von Kausalbeziehungen zulassen.

- Breakdown-Theorien besagen, dass die Ressourcen zur Verarbeitung von Sprache und Sprechen bei Stotternden den Anforderungen nicht genügen, was zum Zusammenbruch (Breakdown) der Sprechverarbeitung führe. Für diese Theorien spricht etwa, dass Stotternde häufiger als Normalsprechende Sprachentwicklungsstörungen und andere Sprachstörungen haben.

- Lerntheorien erklären die – vor allem sekundäre – Symptomatik durch eine Kombination aus klassischer und operanter Konditionierung. Klassische Konditionierung erklärt demnach die Verknüpfung des Primärstotterns mit sekundären Verhaltensweisen: Die wiederholte Kopplung primärer mit sekundären Verhaltensweisen führt dazu, dass die sekundären Verhaltensweisen durch die primären automatisch ausgelöst werden. Operante Konditionierung erklärt, warum Vermeidungsverhalten gezeigt wird: Vermeidungsverhalten führt zu erhöhter Angst und wird daher verstärkt, womit die Wahrscheinlichkeit solchen Verhaltens steigt.

## Therapie

### Geschichte
Erste Verdienste bei der Entwicklung einer Therapie erwarb sich der französische Arzt Marc Colombat de L’Isère (1797–1851).

### Allgemeines
Eine vollständige Heilung – als absolute Symptomfreiheit in allen Situationen – ist beim Stottern insbesondere im Erwachsenenalter schwer oder gar nicht erreichbar. Da das Stottern für die Betroffenen oft eine schwere Einschränkung darstellt, sind die vielen Ansätze, welche meist innerhalb weniger Tage eine Heilung versprechen, unseriös. Es ist vor einer Therapie daher ratsam, unabhängigen Rat von Fachleuten einzuholen, die keine kommerziellen Interessen verfolgen.

### Modifikationsansatz
Dieser verhaltenstherapeutische Ansatz basiert auf der Annahme, dass Stottern grundsätzlich nicht heilbar ist, da die neuronale Grundstruktur des Sprechens eines Erwachsenen mit ihren motorischen, psychogenen und teilweise neurotischen Einflüssen soweit ausgeprägt ist, dass grundlegende Änderungen unmöglich sind. Der Ansatz zielt daher primär darauf ab, die stotternde Sprechweise anzunehmen, mit ihr zu leben und sie explizit zu modifizieren zu lernen. Die Vorgehensweise ist verhaltenstherapeutisch angelegt und umfasst Aspekte wie
- Annahme und Identifikation,
- Desensibilisierung, siehe hierzu auch Pseudostottern,
- Modifikation der Symptomatik,
- Situations- und Kommunikationstraining.

Dieser Ansatz wurde in den 1930er-Jahren an der University of Iowa entwickelt. Hauptvertreter ist der US-Amerikaner Charles Van Riper (1905–1994), der als einer der Begründer der speech-language pathology in den USA gelten kann (akademischer Beruf mit Studium an der Philosophischen Fakultät, daher mit Logopäden nicht zu vergleichen, eher mit klinischen Sprechwissenschaftlern). Ein Großteil seiner Schriften befasst sich mit dem Thema Stottern.

### Sprechtechnischer Ansatz
Demgegenüber steht ein Ansatz, der sich im Hinblick auf Anleihen aus Gesangs-, Atem- und Stimmtechnik auf das Erlernen einer „neuen“ Sprechweise richtet. Ausgehend von der Beobachtung, dass die Mehrheit der Stotternden beim Singen oder beim Sprechen im Chor keine Probleme hat, werden klangvolleres Sprechen, Tongebung, Atemtechnik und rhetorische Aspekte eingeübt. Die Begründer und Weiterentwickler dieses Ansatzes sind etwa Karl Hartlieb, Oscar Hausdörfer, Ronald Muirden, Erwin Richter, Rudolf Denhardt, P. A. Kreuels und Leonard del Ferro. Eventuell kann auch eine elektronische Sprachflusshilfe eingesetzt werden.

### Mentaler Ansatz
Mit dieser überwiegend mentalen (gedanklichen) Methode, die ihren Ursprung im Leistungssportbereich hat, sollen das Sprechen angstfrei in geordneten Bahnen neu und natürlich gelernt und die alten Stotterstrukturen überlernt werden. Durch regelmäßiges Lesen und Umsetzen der autosuggestiven und wohltuenden Leitsätze soll das Unbewusste in die gewünschte Richtung eines individuellen und flüssigen Sprechens gebracht werden. Begründer der Ropana-Methode ist Roland Pauli. Eine andere Methode ist die Hausdörfer-Technik, bei der ein Mensch anstreben müsse, zum Phlegmatiker zu werden.
Die Idee zu akzeptieren, dass Stottern ein Sprachproblem ist, ist zu reduzierend, da der Stotternde tief im Inneren weiß, dass er gut sprechen kann, jedoch unter bestimmten Bedingungen. Diese Bedingungen bestehen darin, sich nicht von anderen beurteilt zu fühlen und vor allem eine Überlegenheit gegenüber dem Gesprächspartner zu empfinden. In der Tat, im Falle eines gleichwertigen Verhältnisses, stottert der Stotternde bis zu einem gewissen Punkt; jedoch stottert er viel mehr, wenn er sich mit Personen befindet, die er als autoritär oder überlegen ansieht, wie zum Beispiel im Verhältnis zwischen Schüler und Lehrer. Er zieht jedoch großen Vorteil daraus, sich in einer überlegenen Position zu befinden, und in diesem Fall stottert er nur wenig oder gar nicht. Das Schlüsselelement im Dynamismus des Stotterns oder des Stotternden in seiner Persönlichkeit ist seine Tendenz, die eigene Sprache zu kontrollieren, weil sie mit Emotionen durchzogen ist, die Wut beinhalten.
Je mehr kontrolliert wird, desto mehr wird gestottert; die Symptomatik des Stotterns ist direkt proportional zum Grad der Kontrolle, der zu einer Last wird. Der Mund sollte freigelassen werden, er muss nicht ständig kontrolliert werden; wenn jedoch diese Freiheit blockiert wird, hat dies einen gegenteiligen Effekt zur normalen menschlichen Physiologie. Kontrolle ist per se ein Mechanismus, der der Freiheit des Handelns entgegensteht und verhindert, dass dem Stotternden die Möglichkeit gegeben wird, frei zu sprechen. Der Stotternde ist viel aufmerksamer, oder besser gesagt übermäßig aufmerksam auf die Art und Weise, wie er sich im Moment der Interaktion ausdrücken wird. In dem perfektionistischen Anspruch, die beste konzeptionelle und expressive Ausarbeitung zu finden, stolpert er, und es ist fast so, als würde er im entgegengesetzten Fall auflaufen und somit stottern.

### Psychotherapie bei Stottern
Verschiedene Denkrichtungen diskutieren seit langem über den Umgang mit Stottern. Der rehabilitativ oder symptomatische Aspekt des Problems überwiegt, das heißt es besteht die Tendenz, die Sprache durch Techniken zu verbessern, die die verbale Flüssigkeit verbessern. Eine neue Denkrichtung, die seit 1997 von Antonio Bitetti eingeführt wird, befasst sich stattdessen nicht nur mit dem Symptom des Stotterns, sondern behandelt auch die kognitiven und emotionalen Aspekte des Stotternden mithilfe eines Therapiemodells namens „Integrierter Ansatz“. Diese Forschung wurde auch auf dem Kongress der American Psychological Association (A.P.A.) vorgestellt, der im August 2022 in Minneapolis, Minnesota (USA) stattfand. Anlässlich dieser Gelegenheit bekräftigte der Psychologe und Psychotherapeut Antonio Bitetti die Theorie, dass Stottern nur der manifeste Teil einer Tendenz des Stotterers ist, schlecht über sich selbst zu denken und das Urteil anderer stark zu fürchten. Dabei wurde auch ein wichtiger Aspekt, die Kontrolle der Stimmgebung, erwähnt. Der Stotterer stottert also, weil er versucht, etwas zu kontrollieren, das absolut nicht kontrolliert werden sollte, nämlich seine eigene Sprache. Die Therapie mit dem „Integrierten Ansatz“ ermöglicht es dem Stotterer zu ermöglichen, seine Störung ganzheitlich zu betrachten, mit dem Ziel, dem Stotterer bewusst zu machen, wie er seinen emotionalen und relationalen Teil am besten organisieren kann.

### Mobile Apps

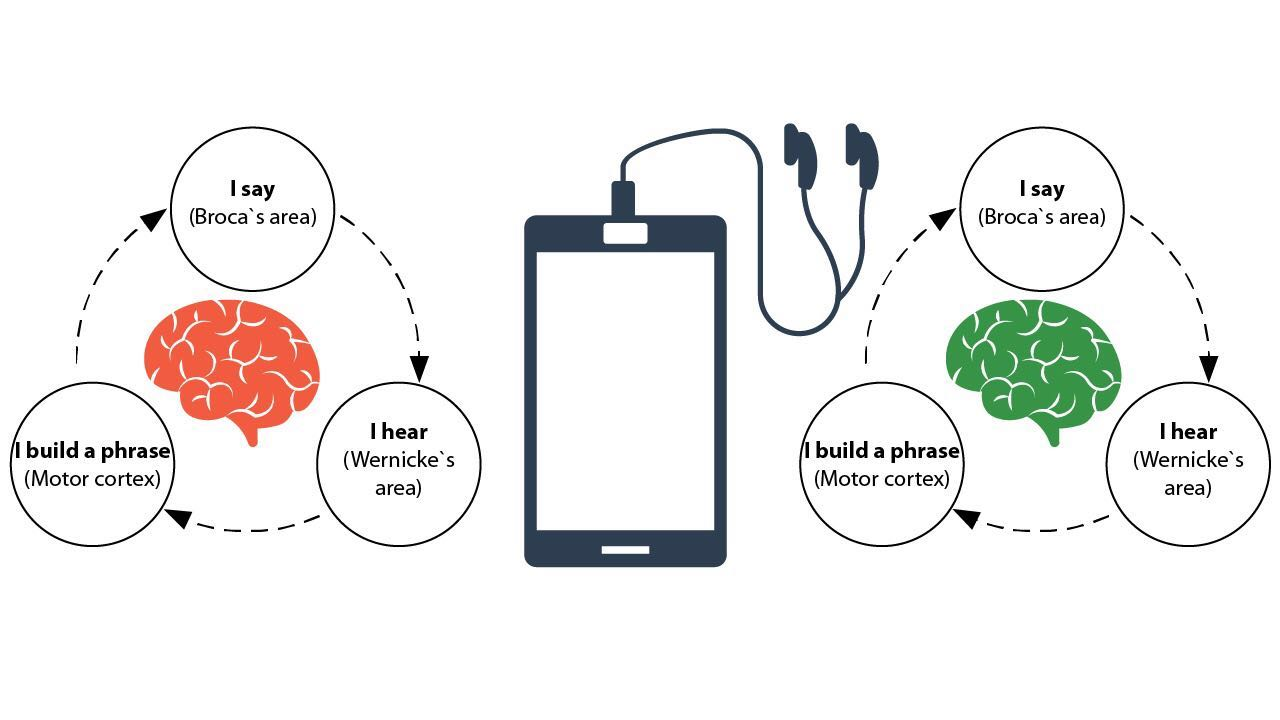
Stotterbehandlung mit einer mobilen App

Für die Stottertherapie bestehen spezielle mobile Apps und PC-Programme. Der Zweck der Anwendungen dieser Art ist es, den Sprachkreis „ich sage → ich höre zu → ich baue die Phrase → ich sage etc.“ unter Verwendung verschiedener Methoden der Stotterkorrektur wiederherzustellen.
Der Benutzer interagiert mit der Anwendung durch modifizierte akustische Rückkopplung: Er spricht in das Mikrofon des Headsets und hört seine eigene Stimme, die durch eine bestimmte Methode verarbeitet wird.
Unter den Methoden der Korrektur des Stotterns in Anwendungen werden am häufigsten verwendet:
- Maskierung der akustischen Rückkopplung (englisch MAF – Masking auditory feedback). Dies stellt sich eine Maskierung durch „weißes Rauschen“ oder Sinusrauschen eigener Rede des Benutzers dar. Die Wissenschaftler glauben, dass Stotterer besser sprechen können, wenn sie ihre eigene Sprache nicht hören. Diese Methode gilt als veraltet und wenig effektiv.[23][24][25]
- Verzögerung der akustischen Rückkopplung (englisch DAF – Delayed auditory feedback). Diese Methode basiert darauf, dass die Stimme des Benutzers vom Mikrofon mit einer Verzögerung von Sekundenbruchteilen an die Kopfhörer ausgegeben wird. Der Zweck der Methode besteht darin, den Stotternden beizubringen, Vokale zu dehnen und die Sprachgeschwindigkeit zu verringern. Nach der Sprachkorrektur für lange Verzögerungen wird auf kleinere Verzögerungen abgestimmt, wodurch die Sprachgeschwindigkeit erhöht wird, bis sie sich normalisiert.[26][27]
- Änderung der akustischen Rückkopplungsfrequenz (englisch FAF – Frequency-shifted auditory feedback). Das Verfahren besteht darin, die Frequenz des Sprachtons, den der Benutzer hört, im Vergleich zu seiner eigenen Stimme zu verschieben. Die Intervalle der Verschiebung können von wenigen Halbtönen bis zu einer halben Oktave variieren.[28][29][30] Die Methoden des DAF und des FAF beruhen auf der Beobachtung, dass Stotterer einen Text fehlerfrei lesen können, wenn sie ihn in einer Gruppe – mindestens zu zweit – synchron sprechen. Wird dem Stotterer die eigene Rede mit einer zeitlichen Versetzung um wenige Hundertstelsekunden und vorzugsweise auch einer Frequenzverschiebung über einen Kopfhörer zurückgespielt, erhält der Betroffene durch dieses Echo den Eindruck, als spräche ein weiterer Mensch mit, was das eigene Sprechen erleichtern kann.[31]
- Verwendung von Metronom- und Tempo-Korrektoren. Diese Methode verwendet die rhythmischen Schläge eines Metronoms. Die Wirksamkeit der Methode ist darauf zurückzuführen, dass sich die Rhythmik positiv auf den stotternden Menschen auswirkt, besonders wenn er in einem langsamen Tempo spricht.[32]
- Verwendung einer visuellen Rückkopplung. Diese Methode basiert darauf, dass die Sprachparameter des Benutzers (z. B. Redetempo) gemessen und als visuelle Informationen auf einem Bildschirm angezeigt werden. Der Hauptzweck der Methode ist es, dem Benutzer zu ermöglichen, die Stimme effektiv zu verwalten, indem er die vorgegebenen Zielparameter erreicht.
Es wird davon ausgegangen, dass der Benutzer während des Prozesses der Aussprache auf dem Bildschirm eine visuelle Darstellung sowohl der aktuellen als auch zielgebunden Parameter sieht.[33][34]
- Verwendung von vorgefertigten oder gereimten Texten. Das Verfahren geht davon aus, dass das Lesen von speziell vorbereiteten oder gereimten Texten einer Person hilft, den Sprachfluss wiederherzustellen und damit den Sprachkreisabriss zu beseitigen.

Die Vergleichseigenschaften verschiedener mobiler Apps zur Behandlung von Stottern sind in der folgenden Tabelle aufgeführt:
|                                                      | LOGOPÄDIE. ERGOTHERAPIE. | Stuttering Speech Therapy - DAF-Logotherapy | Zaikanie.NET | BREATHMAKER | DAF Professional | MPiStutter | axSoft Speech corrector | Stamurai - Stuttering / Stammering Treatment App | Speech Jammer | Kekemelik Egzersizleri |
| Betriebssystem                                       | iOS                      | Android                                     | Windows      | Windows     | Android iOS      | iOS        | Android Windows         | Android                                          | iOS           | Android                |
| DAF                                                  | +                        | +                                           | +            | +           | +                | +          | +                       | +                                                | +             |                        |
| FAF                                                  | +                        |                                             | +            | +           | +                | +          |                         |                                                  |               |                        |
| Metronom                                             | +                        | +                                           |              |             |                  |            |                         |                                                  |               |                        |
| Vibro-Metronom                                       | +                        |                                             |              |             |                  |            |                         |                                                  |               |                        |
| Text reimen                                          | +                        |                                             | +            |             |                  |            |                         | +                                                | +             | +                      |
| Sprache Geschwindigkeit                              | +                        |                                             |              | +           |                  | +          |                         |                                                  |               |                        |
| Gesichtsbehandlung anzeigen Ausdrücke von der Kamera | +                        | +                                           |              |             |                  |            |                         |                                                  |               |                        |
| Timer                                                | +                        | +                                           |              |             |                  |            |                         |                                                  |               |                        |
| Hintergrund Modus                                    | +                        | +                                           | +            | +           | +                | +          | +                       |                                                  |               |                        |

### Weitere Ansätze
Viele weitere Therapien und therapeutische Ansätze fokussieren auf Teilaspekte wie Atemtechnik, Stimmgebrauch und Klangerzeugung oder arbeiten mit Hilfsmitteln wie Hypnose. Allerdings ist die Fachwelt uneins über die Wirksamkeit dieser Ansätze, obwohl in der medialen Öffentlichkeit immer wieder „geheilte“ Klienten vorgeführt werden.

## Öffentliche Wahrnehmung

### Welttag des Stotterns

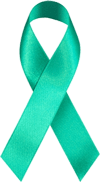
Das „Stuttering Awareness Ribbon“ (Symbol der jährlichen Onlinekonferenz)

In der Zeit vom 1. bis 22. Oktober jeden Jahres findet eine internationale Onlinekonferenz Stotternder statt, an deren Ende der 1998 erstmals ausgerufene Welttag des Stotterns (22. Oktober) steht. Seit 2009 ist das Stuttering Awareness Ribbon, ein zur Schleife gelegtes meergrünes Band, das Symbol dieser Veranstaltung. Ziel der Initiativen ist es, die Aufmerksamkeit Nichtbetroffener auf die Probleme der Stotternden zu lenken; die Farbe Meergrün steht für die Beruhigung, die der Stotternde erfährt, wenn er verständnisvollen Umgang findet.

### Filmografie
Der 2010 erschienene Spielfilm The King’s Speech thematisiert das Stottern von König Georg VI. und einen möglichen Therapieansatz.
2018 erschien der Dokumentarfilm Mein Stottern, der das Thema aus der Innenperspektive darstellt, indem er verschiedene Betroffene und ihre Strategien mit dem Stottern in den Blick rückt.

### Musik
Mike Krüger besang in seinem Lied M-M-M-Mädel sich selbst und den Umstand, dass er beim Ansprechen von Frauen ins Stottern gerät, Ben’s Brother thematisierten das Stottern 2008 in ihrem Lied Stuttering, ebenso Ganz Schön Feist in ihrem Logopädentango. Weitere Interpreten, die das Stottern in ihren Liedern thematisierten, sind der 1999 verstorbene Scatman John und John Lee Hooker (Stuttering Blues).

### Hörfunk
Es gab und gibt deutschlandweit mehrere von Lokalradios regelmäßig ausgestrahlte Sendungen, die sich mit dem Thema Stottern beschäftigen und von Stotternden moderiert werden. Die erste dieser Sendungen war der Stotterfunk auf dem Sender Freies Radio für Stuttgart. Er richtet sich an stotternde Hörer und ist als Organ innerhalb der Selbsthilfe gedacht. Die Sendung Schöner Stottern auf LORA München richtete sich bewusst an eine breitere Hörerschaft und war acht Jahre lang on air. Die letzte Sendung wurde 2015 gesendet. Eine weitere Sendung nannte sich Holper Stolper und wurde bis 2017 von Radio free FM übertragen.

### Prominente Stotternde
Zahlreiche Prominente stotterten, darunter Rowan Atkinson, Georg VI. (Vereinigtes Königreich), Winston Churchill, Marilyn Monroe, Bruce Willis und Joe Biden.